# Sphaerotherium microstictum
Sphaerotherium microstictum är en mångfotingart som beskrevs av Brandt 1841. Sphaerotherium microstictum ingår i släktet Sphaerotherium och familjen Sphaerotheriidae. Inga underarter finns listade i Catalogue of Life.